# Justus Gottfried Günz
Justus Gottfried Günz (* 1. März 1714 in Königstein, Sachsen; † 23. Juni 1754 in Dresden) war ein deutscher Anatom und Arzt.

## Leben
Justus Gottfried Günz war der Sohn eines in Königstein in Sachsen wohnenden Predigers, der ihn bis zu seinem 15. Lebensjahr unterrichtete. Dann bezog er das Gymnasium in Görlitz und 1732 die Universität Leipzig, um dort Medizin zu studieren. An dieser Hochschule promovierte er 1738 und unternahm dann eine größere wissenschaftliche Reise durch Teile von Deutschland und Frankreich sowie durch die Niederlande. Bereits 1739 erhielt er eine außerordentliche Professur der Medizin in Leipzig. 1747 wurde er dort ordentlicher Professor der Physiologie und bald danach auch der Anatomie und Chirurgie. 1751 folgte er einem Ruf nach Dresden als Leibarzt des  Kurfürsten Friedrich August II. von Sachsen. Er starb aber bereits 1754 im Alter von 40 Jahren in Dresden. Er war u. a. 1744 Mitglied der Académie des sciences und 1750 der Schwedischen Akademie der Wissenschaften geworden.

## Schriften
Günz war nicht nur ein hervorragender Augenarzt, sondern auch ein Mann von großer allgemeiner medizinischer Bildung. In der Chirurgie war es besonders seine Arbeit über die Behandlung der Steine, die Aufsehen erregte. In der Geburtshilfe ist namentlich seine Arbeit über die Lage der Kreißenden hervorzuheben. In der Ophthalmologie waren vor allem seine Publikationen über den Star und das Staphylom bedeutsam. In der Geschichte der Medizin bearbeitete er u. a. einzelne Werke des Hippokrates von Kos.
Zu seinen Veröffentlichungen gehören u. a.:
- De mammarum fabrica et lactis secretione, 1734
- De auctore operis de re medica, vulgo Plinio Valeriano adscripti, 1736
- Daduchiae in sacris Aesculapii, 1737
- De vena cava, vena umbilicale et anastomose harum venarum in hepate, 1738
- De oscitatione, 1738
- De libello Hippocratis, qui agit de dissectione, 1738
- De puris ex pectore in bronchia derivatione, 1738
- Nova sententia de respiratione, 1739
- De commodo parturientium situ, 1742
- De arteria maxillari interna, 1743
- Observationes medico-chirurgicae de herniis, 1744
- De sanguinis motu per durioris cerebri membranae sinus, 1747
- De staphylomate, 1747
- Observationes anatomico-physiologicae circa hepar, 1748
- De maxillae articulo et motu, 1748
- De entero-epiplocele, 1748
- De cerebro observationes anatomicae, 1750
- De suffosionis natura et curatione, 1750
- De utero et naturalibus feminarum partibus, 1753
- De lapillis glandulae pineralis in quinque mente alienatis, 1753
- Ad ozaenam maxillarem et dentium ulcus, 1753

In den Mémoirs de l’académie royale de sciences (Mathématique et Physique, Bd. 1, S. 1750) finden sich von Günz Observations sur la glande thyroide, Observations sur le cartilage cricoide, Observations sur quelques muscle de larynx, du pharynx et de l’os hyoide, sowie in den Abhandlungen der schwedischen Akademie von 1751 Bemerkungen an Herz und Leber bei einer achtmonatigen Frucht.
Außerdem veröffentlichte Günz:
- Observationum chirurgicarum de calculum curandi viis, quas Foubert, Garengeot, Pechet, Ledran et Lecat chirurgi galli reperunt, Leipzig 1740
- Hippocratis Coi de humoribus purgandis liber et de diaeta acutorum libri III, Leipzig 1745 (nur ein durchgesehener und vermehrter Abdruck der Sammlung, die Pierre Girardet 1631 in Paris herausgegeben hatte)

Das reichhaltige anatomische Kabinett von Günz wurde nach seinem Tod zusammengestellt in Praeparata anatomica in liquore, sicca et ossa, Günziana (Dresden 1756).